# KCWC-FM
A KCWC-FM (becenevén Rustler Radio) a Közép-wyomingi Főiskola 88,1 MHz-en sugárzó ultarövidhullámú rádióadója az Amerikai Egyesült Államok Wyoming államának Riverton városában. Mountain View-ban K272BI hívójellel átjátszóadó működik.

## Története
Az 1974. október 4-én alapított rádió tíz wattos antennája kezdetben a főiskola tudományos épületének tetején volt, majd 1977-ben áthelyezték és az adóteljesítményt háromezer wattra növelték. 1982-ben a vételkörzet növelése érdekében az antennát magasabbra telepítették.
2009 januárjában felvette a Rustler Radio nevet és dzsessz helyett toplistás dalokat kezdett játszani. A lemezlovasok és hallgatók rendszeresen felolvasnak társadalmi hirdetéseket. Egyes kurzusok lehetőséget biztosítanak a rádiós műsorkészítésre.
A Wyoming PBS tévéadóval közös helyszínen üzemel. Korábban több díjra is jelölték és Fremont megye leghallgatottabb rádiójának mérték.

## Fordítás
- Ez a szócikk részben vagy egészben  a   KCWC-FM című angol Wikipédia-szócikk ezen változatának fordításán alapul.  Az eredeti cikk szerkesztőit annak laptörténete sorolja fel. Ez a jelzés csupán a megfogalmazás eredetét és a szerzői jogokat jelzi, nem szolgál a cikkben szereplő információk forrásmegjelöléseként.